# Christopher Bales
Pour les articles homonymes, voir Bales.
Christopher Bales (ou Bayles), né vers 1564 et mort le  4 mars 1590, est un prêtre catholique anglais arrêté et exécuté sous le règne d'Élizabeth Ire.

## Biographie
Christopher Bales est né à Coniscliffe, près de  Darlington dans le Durham en Angleterre. Il entre au collège anglais de Rome, le 1er octobre 1583, mais à cause de sa mauvaise santé il est envoyé au collège de  Reims où il est ordonné prêtre le 28 mars 1587.
Le 2 novembre 1588, il passe en Angleterre, où, après deux ans d'apostolat, il est arrêté, puis torturé par Topcliffe en étant pendu plusieurs fois par les deux mains pendant vingt-quatre heures, ce qu'il supporte « avec patience ». À l'issue de son procès, il est condamné pour haute trahison pour avoir été ordonné à l'étranger et avoir exercé son office en Angleterre. Il demande au juge Anderson si saint Augustin de Cantorbéry, apôtre de l'Angleterre venu de Rome, était aussi un traître. Le juge répond par la négative, mais ajoute qu'aujourd'hui cet acte est considéré par la loi comme un acte de trahison. Christopher Bales trouve le martyre le 4 mars 1590 à Londres, dans Fleet Street, pour sa fidélité à l'Église catholique. Un écriteau est placé sur le gibet portant l'inscription : « Pour trahison et complot en vue d'une invasion étrangère ». En montant à l'échafaud, il s'adresse à la foule en déclarant que ce qui est considéré comme une trahison est le fait qu'il soit prêtre.
Le même jour, Nicholas Horner est pendu à Smithfield pour lui avoir confectionné un justaucorps, et Alexander Blake est exécuté à Gray's Inn Lane pour l'avoir logé.
Pour les articles homonymes, voir Blake.
Alexander Blake était un simple palefrenier anglais travaillant dans les écuries d'une auberge. Catholique il est arrêté pour avoir hébergé chez lui Christopher Bales. Le simple fait d'avoir ainsi offert l'hébergement à un prêtre faisait de lui un criminel. Il est reconnu coupable de félonie et est pendu à titre d'exemple devant sa maison,

## Vénération
Dans ses Mémoires, le jésuite John Gerard fait mention de Christopher Bales et d'un autre prêtre anglais, George Beesley (béatifié en 1987), venus de Reims pour traverser la Manche avec lui, et Edward Oldcorne (en) (béatifié en 1929) en Angleterre. Il y ont tous trouvé le martyre, sauf lui.
Bienheureux martyr de l'Église catholique, Christopher Bales est fêté en compagnie d'Alexander Blake le 4 mars. Il figure aussi par ailleurs sur la lite des dits martyrs de Douai. Tous deux furent béatifiés avec cent-sept autres martyrs le 15 décembre 1929 par Pie XI.